# Романнобридж
Романнобридж (англ. Romannobridge или Romanno Bridge, гэльск. Drochaid Ràth Mhanach) — деревня на реке Лин-Уотер, Скоттиш-Бордер, Великобритания.
Название деревни происходит от дома Романно, снесённого в 1950-х годах, и узкого моста на территории.
В переписи 1961 года указано, что в Романнобридж проживает 51 человек.

## История
В деревне находится особняк Шпиталхо. Между 1313 и 1671 годами земли, окружающие особняк, принадлежали графам Мортонам.
В 1677 году в Романнобридж произошла кровавая драка между двумя племенами цыган, пришедших с ярмарки в Хаддингтоне.